# Lumileds
Lumileds és una aliança de 2 empreses (joint venture) formada per Philips Lighting i Agilent Technologies. Lumileds desenvolupa i comercialitza dispositius LED. Després de l'adquisició de Lumileds per Philips el 2005, lumileds esdevé una unitat de negoci com a Philips Lumileds Lighting Company.

## Història

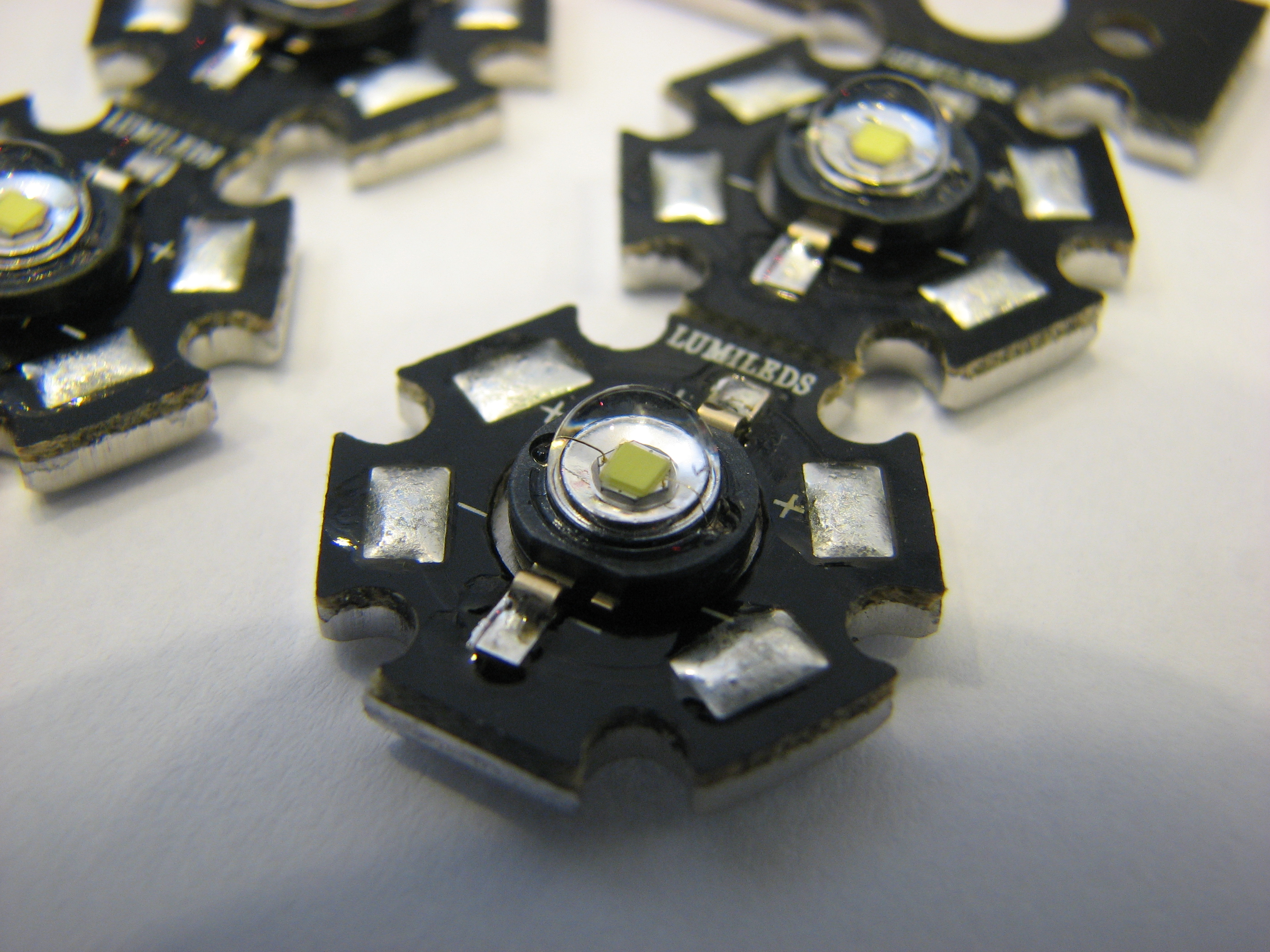
Fig.1

- 1999 : joint venture formada per Philips i Agilent Technologies.
- 2005 : Philips adquireix Lumileds.
- 2015 : Philips ven el 80,1% de les accions al grup d'inversió Go Scale. S'anul·la aquesta venda.
- 2016 : Philips ven el 80,1% de les accions al grup d'inversió Apollo Global Management.

## Productes
| Família                      | Referències | Prestacions                                                           |
| ---------------------------- | --- | --------------------------------------------------------------------- |
| Leds de mitja-baixa potència | - LUXEON 2835 Line - LUXEON 3014 - LUXEON 3020 - LUXEON 3030 2D - LUXEON 3030 HV - LUXEON 3535L Line - LUXEON HR30 |                                                                       |
| Leds d'alta potència         | - LUXEON 5050 - LUXEON FlipChip White - LUXEON M - LUXEON MX - LUXEON MZ - LUXEON N - LUXEON Q - LUXEON R - LUXEON Rebel - LUXEON Rebel ES - LUXEON Rebel PLUS - LUXEON T - LUXEON TX - LUXEON Z - LUXEON Z ES - LUXEON V | - - 24V(160mA) 6V(640mA) 600 lm - 1,4A 580 Lumen(típic) CRI=70(mínim) |
| Leds CoB                     | - LUXEON CoB Core Range - LUXEON CoB Core Range - High Density - LUXEON CoB Compact Range |                                                                       |
| Leds per automoció           | - LUXEON Altilon - LUXEON F - LUXEON Rebel Automotive - SignalSure - SnapLED |                                                                       |